# Miyamoto (Marskrater)
Miyamoto ist ein Krater auf dem Mars, westlich der Meridiani Planum. Der Krater hat einen Durchmesser von ca. 160 Kilometern. Die nordöstliche Hälfte des Kraters ist von Felsen bedeckt, die augenscheinlich durch Wasser geformt wurden und Eisen- und Schwefelmineralien enthalten, wie sie sich typischerweise auf dem Grund von Seen und Grundwassertümpeln ablagern. In der südwestlichen Kraterhälfte sind diese Ablagerungen durch Erosion abgetragen und enthüllen Lehmschichten und andere Materialien, wie sie sonst in den ältesten Marsgesteinen gefunden werden.
Mit einem Alter von mehr als 3,5 Milliarden Jahren datieren sie in eine Zeit, in der wahrscheinlich Oberflächenwasser auf dem Mars vorkam und möglicherweise günstige Lebensbedingungen schuf.
Miyamoto wird deshalb als mögliche Landestelle für das Mars Science Laboratory angesehen.